# Artur Chyb
Artur Chyb (ur. 1982 w Tomaszowie Mazowieckim) – polski muzyk i gitarzysta. Współpracował z zespołami Farba, grupą Rezerwat oraz Paullą. W latach 2013–2014 gitarzysta zespołu Czerwone Gitary. Absolwent Akademii Muzycznej im. Karola Szymanowskiego w Katowicach. Uczestniczył w niemieckich produkcjach musicalowych m.in.: Starlight, hot Stuff, czy Ray Charles. Obecnie jest dziennikarzem pisma TopGuitar.

## Dyskografia[4]
z zespołem Czerwone Gitary
- Symfonicznie (2015)

## Życie prywatne
Mieszka w Gdyni.